# Horst Hülß
Horst Hülß (Rossach, 1938. szeptember 5. – Mainz, 2022. október 7.) német labdarúgó, középpályás, edző.

## Pályafutása

### Játékosként
Szülővárosa csapatában, TSV Rossachban kezdte a labdarúgást. 1959 és 1965 között a Viktoria Köln, 1965 és 1968 között a Mainz 05 labdarúgója volt. 1968–69-ben a VfB Ginsheim játékos-edzőjeként fejezte be az aktív játékot.

### Edzőként
1968–69-ben a VfB Ginsheim játékos-edzőjeként kezdte az edzői pályafutását. 1969–70-ben az SV Weisenau, 1970 és 1972 között a VfB Ginsheim, 1975 és 1980 között a Mainz 05, 1980–81-ben a Hassia Bingen, 1982–83-ban az SV Wiesbaden, 1985 és 1988 között az SV Wehen, 1988–89-ben ismét a Mainz 05, 1989 és 1991 között az SpVgg Ingelheim vezetőedzője volt. 1991 és 1997 között illetve 1999–00-ban az SG Walluf szakmai munkáját irányította.

## Sikerei, díjai

### Edzőként
Mainz 05
- Dél-nyugati kupa (Südwestpokal)
  - győztes: 1977, 1979, 1980
- Dél-nyugati amatőrbajnokság
  - bajnok: 1978

 Hassia Bingen
- Dél-nyugati kupa (Südwestpokal)
  - győztes: 1981

 SV Wehen
- Hessen kupa (Hessenpokal)
  - győztes: 1988